# Cocteau Twins
Die Cocteau Twins waren eine schottische Band, die von 1980 bis 1998 existierte. Der von ihr geprägte melancholische und verträumte Gitarrenpop beeinflusste eine Reihe von später gegründeten Bands, unter ihnen My Bloody Valentine, All About Eve, Lush, Bel Canto, Seefeel, Slowdive, Beach House und School of Seven Bells.

## Geschichte

### Die Anfangszeit
Die Cocteau Twins wurden 1980 in Grangemouth, Schottland, gegründet. Die Namensgebung geht auf einen frühen, auf einen Roman des Schriftstellers Jean Cocteau anspielenden Song der schottischen New-Wave-Band Simple Minds zurück, der in leicht veränderter Form als No Cure auf deren Debütalbum Life in a Day (1979) zu hören ist.
Ihre Ursprünge hat die Band in der Punk-Musik. Über ihr erstes Album urteilte der Rolling Stone: „Sie schreiben keine Songs, sie schneiden Sounds.“
Die Sängerin Liz Fraser hatte zusammen mit dem Ölraffinerie-Ingenieur und Sound-Tüftler Robin Guthrie (* 1962) und dem Bassisten Will Heggie im heimatlichen Schottland mit ihrem ebenso „belächelten wie ehrfurchtsvoll gehörten Gesang“ (Rolling Stone) ein Publikum zu finden versucht. Als dies misslang, ging das Trio 1981 nach London und hoffte, mit Hilfe des bekannten BBC-Discjockeys John Peel eine Plattenfirma zu finden, die sie mit ihrer ungewöhnlichen Musik unter Vertrag nehmen sollte. Peel machte zwar einige Aufnahmen mit den Cocteau Twins, zu ihrem ersten Plattenvertrag verhalf den Musikern aber der Plattenverkäufer Simon Raymonde (vormals Mitglied der Band Drowning Craze), der Fraser, Guthrie und Heggie an Ivo Watts-Russell, den Besitzer des damals neu gegründeten Independent-Labels 4AD, vermittelte. Watts-Russell nahm sie unter Vertrag und veröffentlichte 1982 ihr Debütalbum Garlands.

### Die 1980er Jahre
Zum Jahreswechsel 1982/83 tourte die Band mit Orchestral Manoeuvres in the Dark durch Großbritannien. Innerhalb kürzester Zeit wurden die Musiker Fraser und Guthrie in die Londoner Musikszene integriert und arbeiteten an der Musik anderer Projekte wie This Mortal Coil, der Hausband von 4AD, mit. Besonders hervorzuheben ist hier die Coverversion des Tim-Buckley-Stücks Song to the Siren auf dem ersten Album von This Mortal Coil (It’ll End in Tears, 1984). Heggie verließ die Gruppe, um schließlich bei der Alternative-Band Lowlife weiterzuspielen, und wurde durch Raymonde ersetzt. In schneller Folge veröffentlichten die Cocteau Twins weitere LPs und Singles, traten in der britischen Fernseh-Musikserie Top of the Pops auf und verließen damit den kleinen Zirkel der Independent-Charts. Mit Treasure (1984), Victorialand (1986) und Blue Bell Knoll (1988) spannen die Cocteau Twins ihren „Dream Pop“ (Mojo) weiter. Blue Bell Knoll bildet insofern einen Wendepunkt in der musikalischen Entwicklung der Band, als hier der massive Einsatz von Studiotechnik und die Verfremdung des Gitarrensounds einen Höhepunkt erreichten. Dies führte dazu, dass sich die Band etwas später zunächst von diesem Album distanzierte und beim Nachfolger Heaven or Las Vegas (1990) den Schwerpunkt wieder deutlich zugunsten des Songwritings verlagerte.
Blue Bell Knoll ist bis heute die einzige 4AD-Veröffentlichung, die neben den seinerzeit üblichen Formaten (CD, LP, MC) auch als DAT erschien.

### Die 1990er Jahre
In den USA wurden die meisten ihrer Platten erst Anfang der 1990er Jahre veröffentlicht, nachdem sie 1990 ihre erste USA-Tournee unternommen hatten.
Zur selben Zeit suchten Fraser, Guthrie und Raymonde nach neuer Orientierung: Sie verließen das Independentlabel 4AD und schlossen einen Vertrag mit Fontana. Während Raymonde für einzelne Projekte mit den Bands Lush und Moose zusammenarbeitete, feilte Liz Fraser an der Klarheit ihrer Texte. Mittlerweile Mutter einer Tochter, sann sie in ihren Texten über ihren Körper nach, über den Verlust des Selbst, über die Frage, ob ein Mann gut oder eher „vergiftend“ für sie sei (Songtext Bluebeard).

### Die Schlussphase
Stellten die Cocteau Twins Anfang der 1990er Jahre noch eine Avantgarde dar (1991 wurde Fraser als beste Sängerin für die Brit Awards nominiert), so ließen Ambient und Drum and Bass ihre Musik Mitte der 1990er Jahre bereits angestaubt wirken. Die Gruppe versuchte dem mit der EP Otherness (1995) entgegenzuwirken, doch setzten inzwischen Formationen wie Portishead die Maßstäbe. Deren Musik war aber nicht die Sache der Cocteau Twins. Mit Milk & Kisses kehrten sie 1996 zu ihren ätherischen Anfängen zurück.
1998 schließlich trennte sich die Band. Bereits ein Jahr zuvor hatten Guthrie und Raymonde das Label Bella Union gegründet, das nicht nur Interpreten wie Françoiz Breut, The Wave Room oder Dirty Three unter Vertrag nahm, sondern daneben auch die weiteren Werke der beiden Labelgründer sowie 1999 die Aufnahmen der Cocteau Twins für die BBC veröffentlicht hat.
Liz Fraser arbeitete unter anderem mit Massive Attack (Teardrop) und Yann Tiersen zusammen. Die Veröffentlichung einer für den Herbst 2007 angekündigten Solo-LP blieb aus. Robin Guthrie gründete zu Beginn des neuen Jahrtausends mit Ex-Mono-Sängerin Siobhan de Maré die Band Violet Indiana.
Ein Reunion-Konzert war für den 30. April 2005 beim Coachella Valley Music and Arts Festival geplant, wurde jedoch bereits im Vorfeld wieder abgesagt.

## Diskografie

### Alben
| Jahr | Titel                                    | Höchstplatzierung, Gesamtwochen, AuszeichnungChartplatzierungen (Jahr, Titel, Platzierungen, Wochen, Auszeichnungen, Anmerkungen) | Höchstplatzierung, Gesamtwochen, AuszeichnungChartplatzierungen (Jahr, Titel, Platzierungen, Wochen, Auszeichnungen, Anmerkungen) | Anmerkungen                |
| Jahr | Titel                                    | UK | US | Anmerkungen                |
| ---- | ---------------------------------------- | --- | --- | -------------------------- |
| 1982 | Garlands                                 | UK— SilberUK | — | Erstveröffentlichung: 1982 |
| 1983 | Head Over Heels                          | UK51 Silber · (15 Wo.)UK | — | Erstveröffentlichung: 1983 |
| 1984 | Treasure                                 | UK29 Silber · (8 Wo.)UK | — | Erstveröffentlichung: 1984 |
| 1986 | Victorialand                             | UK10 (7 Wo.)UK | — | Erstveröffentlichung: 1986 |
| 1988 | Blue Bell Knoll                          | UK15 (4 Wo.)UK | US109 (18 Wo.)US | Erstveröffentlichung: 1988 |
| 1990 | Heaven or Las Vegas                      | UK7 Silber · (15 Wo.)UK | US99 (19 Wo.)US | Erstveröffentlichung: 1990 |
| 1993 | Four-Calender Café                       | UK13 (3 Wo.)UK | US78 (3 Wo.)US | Erstveröffentlichung: 1993 |
| 1996 | Milk & Kisses                            | UK17 (4 Wo.)UK | US99 (2 Wo.)US | Erstveröffentlichung: 1996 |
| 1999 | BBC Sessions                             | UK87 (1 Wo.)UK | — | Erstveröffentlichung: 1999 |
| 2000 | Stars & Topsoil – A Collection (1982-90) | UK63 Silber · (1 Wo.)UK | — | Erstveröffentlichung: 2000 |

Weitere Alben
- 1986: The Moon and the Melodies (mit Harold Budd)

### Soloveröffentlichungen
Robin Guthrie
- 2003: Imperial
- 2006: Continental
- 2008: 3:19 (Soundtrack)
- 2009: Carousel
- 2011: Emeralds

Simon Raymonde
- 1997: Blame Someone Else

Robin Guthrie & Harold Budd
- 2005: Mysterious Skin (Soundtrack)
- 2007: After the Night Falls
- 2007: Before the Day Breaks
- 2011: Bordeaux

Robin Guthrie & John Foxx
- 2009: Mirrorball

Eraldo Bernocchi, Harold Budd & Robin Guthrie
- 2011: Winter Garden

### Kompilationen
- 1985: The Pink Opaque
- 1985: Tiny Dynamine/Echoes in a Shallow Bay
- 1988: Head Over Heels/Sunburst and Snowblind
- 1991: The Box Set
- 2000: Stars and Topsoil
- 2005: Lullabies to Violaine

### Singles und EPs
| Jahr | Titel Album                          | Höchstplatzierung, Gesamtwochen, AuszeichnungChartplatzierungen (Jahr, Titel, Album, Platzierungen, Wochen, Auszeichnungen, Anmerkungen) | Höchstplatzierung, Gesamtwochen, AuszeichnungChartplatzierungen (Jahr, Titel, Album, Platzierungen, Wochen, Auszeichnungen, Anmerkungen) | Anmerkungen                   |
| Jahr | Titel Album                          | UK | US | Anmerkungen                   |
| ---- | ------------------------------------ | --- | --- | ----------------------------- |
| 1983 | Sunburst and Snowblind               | UK86 (7 Wo.)UK | — | Erstveröffentlichung: 1983 EP |
| 1984 | Pearly-Dewdrops Drops                | UK29 (6 Wo.)UK | — | Erstveröffentlichung: 1984 EP |
| 1985 | Aikea-Guinea                         | UK41 (3 Wo.)UK | — | Erstveröffentlichung: 1985 EP |
| 1985 | Tiny Dynamine                        | UK52 (2 Wo.)UK | — | Erstveröffentlichung: 1985 EP |
| 1985 | Echoes in a Shallow Bay              | UK65 (2 Wo.)UK | — | Erstveröffentlichung: 1985 EP |
| 1986 | Love’s Easy Tears                    | UK53 (2 Wo.)UK | — | Erstveröffentlichung: 1986 EP |
| 1990 | Iceblink Luck Heaven or Las Vegas    | UK38 (3 Wo.)UK | — | Erstveröffentlichung: 1990    |
| 1993 | Evangeline Four-Calendar Café        | UK34 (2 Wo.)UK | — | Erstveröffentlichung: 1993    |
| 1993 | Winter Wonderland/Frosty the Snowman | UK58 (1 Wo.)UK | — | Erstveröffentlichung: 1993    |
| 1994 | Blue Beard Four-Calendar Café        | UK33 (3 Wo.)UK | — | Erstveröffentlichung: 1994    |
| 1995 | Twinlights                           | UK59 (2 Wo.)UK | — | Erstveröffentlichung: 1995 EP |
| 1995 | Otherness                            | UK59 (2 Wo.)UK | — | Erstveröffentlichung: 1995 EP |
| 1996 | Tishbite Milk and Kisses             | UK34 (2 Wo.)UK | — | Erstveröffentlichung: 1996    |
| 1996 | Violaine Milk and Kisses             | UK56 (2 Wo.)UK | — | Erstveröffentlichung: 1996    |

Weitere Singles und EPs
- 1982: Lullabies
- 1983: Peppermint Pig
- 1984: The Spangle Maker
- 1988: Carolyn’s Fingers
- 1993: Snow

Weitere Lieder
- 1990: Cherry-Coloured Funk (US: Gold)